# Бруно Барбей
Бруно Барбей (на френски: Bruno Barbey) е френски фотограф и фоторепортер.

## Биография
Роден е в Берешид, Мароко на 13 февруари 1941 г. Първите 12 години от живота си прекарва в Мароко, между Рабат, Маракеш и Танжер, в зависимост от назначенията на баща му, който е висш служител във френския протекторат Мароко.
На 16-годишна възраст получава свидетелство за пилот и се занимава с парашутизъм. На следващата година заминава за Париж, за да учи в Лицея Анри-IV. Негови съученици са Ерик Ромер и Барбе Шрьодер, с които прекарва дълги часове във Френската синематека.
През 1959–1960 г. следва във Висшето национално училище за изкуства и занаяти във Вьове, Швейцария, фотография и графични изкуства. Но му е скучно, защото програмата се фокусира основно върху рекламата или индустриалната фотография. През 60-те години е нает от издателство „Rencontre“ в Лозана и пътува из Европа и Африка. През 1964 г. започва да работи за известната фотографска агенция Magnum Photos, като през 1966 г. става негов асоцииран член, през 1968 г., когато снима студентските бунтове в Париж, и щатен сътрудник. През 1978–1979 г. е вицепрезидент на Magnum Photos за Европа, а между 1992 и 1995 г. е президент на Magnum International.
Между 1979 и 1981 г. работи над книгата си за Полша. Отхвърля определението „военен фотограф“, въпреки че прави големи фоторепортажи за гражданските войни в Нигерия, Виетнам, Близкия изток, Камбоджа, Северна Ирландия, Ирак, Кувейт и националноосвободителната война в Бангладеш. През 2005 г. Барбей започва да работи върху проекта си за Истанбул.
Член е на Академията за изящни изкуства (на френски: Académie des Beaux-Arts) към Френския институт (2016).
Негова съпруга е кинодокументалистката Каролин Тиено, с която имат две деца – дъщеря Орели и син Игор.
Умира на 9 ноември 2020 г. в Орбе л'Абеи.

## Филми
- The Bakery Girl of Monceau (1963) – режисьор Ерик Ромер, оператор Барбей
- Mai 68 (1968) – 16 mm, B&W
- 3 Jours, 3 Photographes (1979) – режисьор Ф. Московиц. Филмът е посветен на работата на Барбей, Жан Луп Сиеф и Робер Доано
- Assignment in Morocco (1988) – BBC, режисьор Клем Валанс. Във връзка със 100-годишнината на National Geographic
- Maroc sans Frontière (1996) – режисьор Мостафа Буазуи за мароканската телевизия
- Les Italiens (2002) – режисьор Каролин Тиено; betanum, 10 mins
- Panoramiques Maroc (2003) – режисьор Каролин Тиено; betanum, 12 mins
- Grand Angle (2005) – 2M, Maroc
- Mai 68 vu par Bruno Barbey (2008) – режисьор Каролин Тиено